# Cinnyris osea
Cinnyris osea là một loài chim trong họ Nectariniidae.

## Hình ảnh

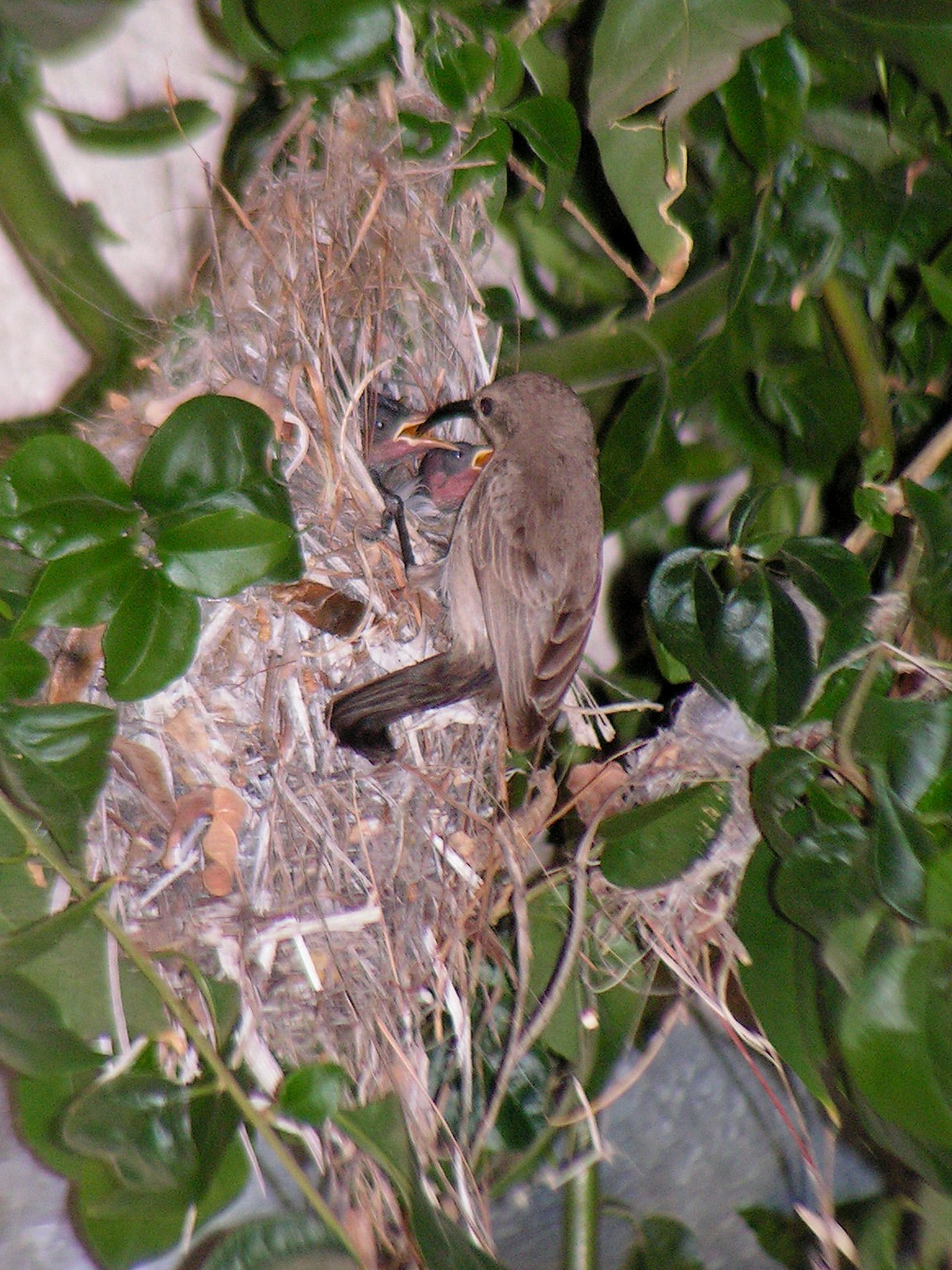
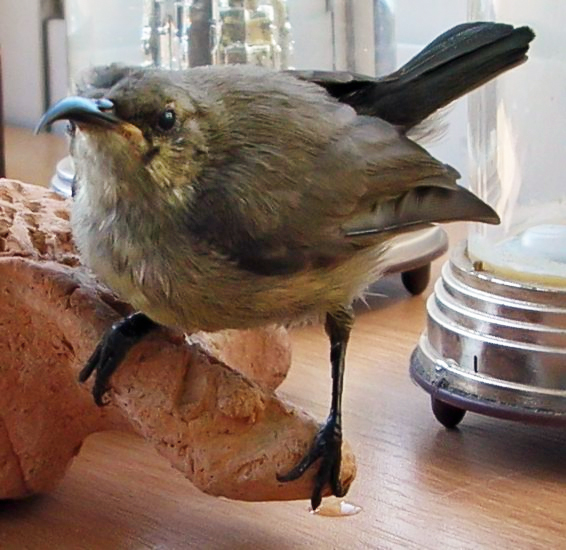
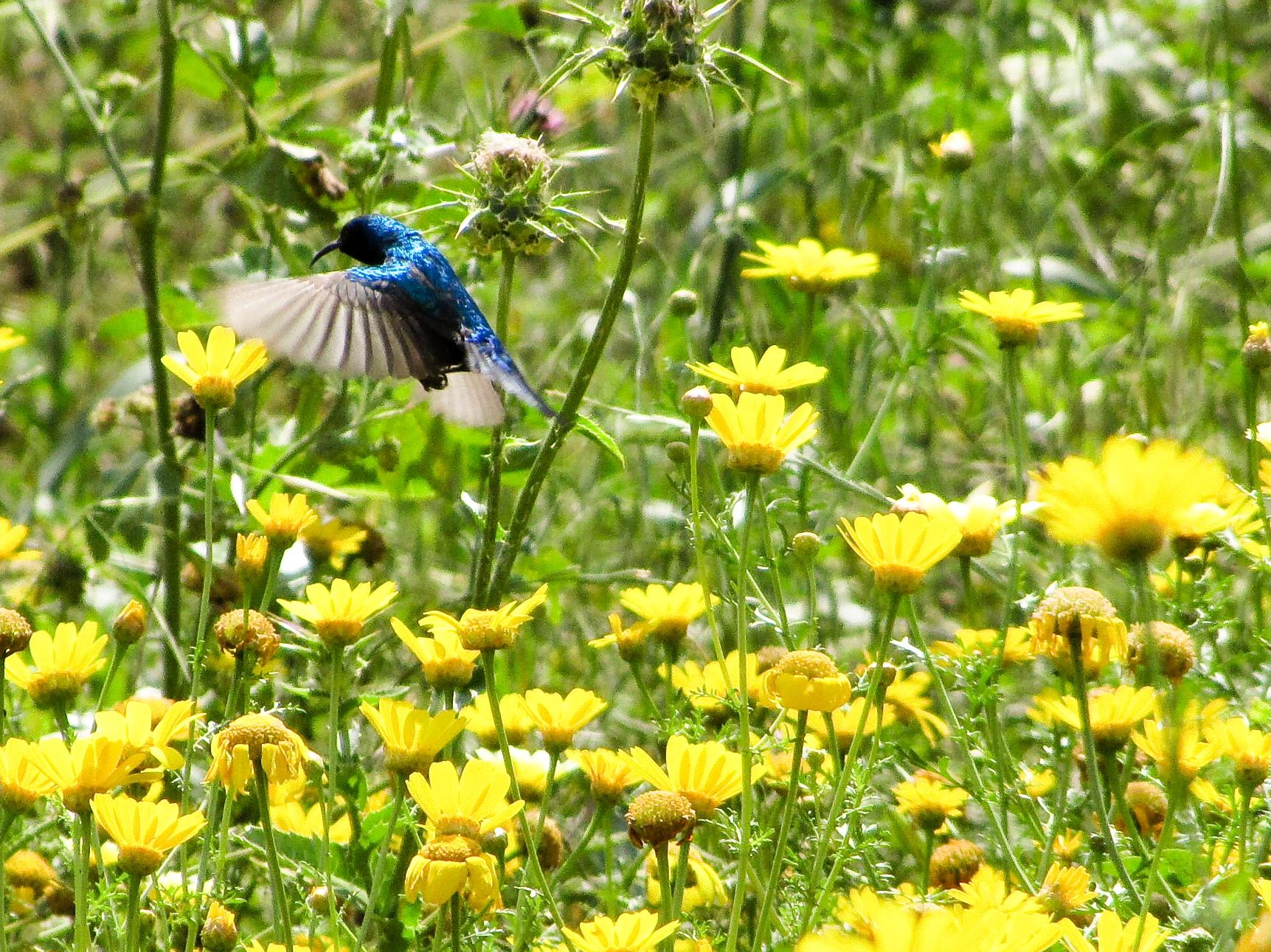
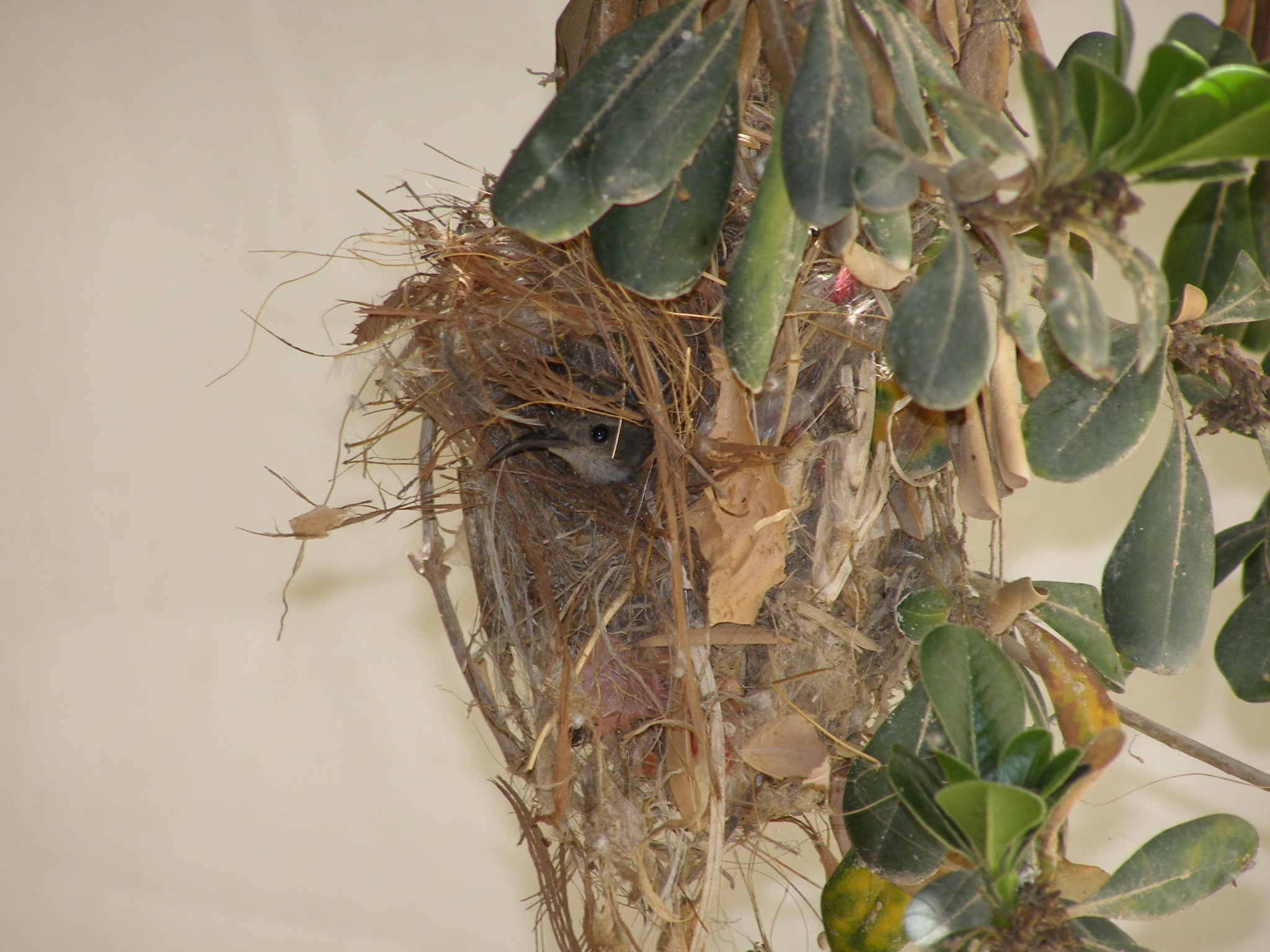
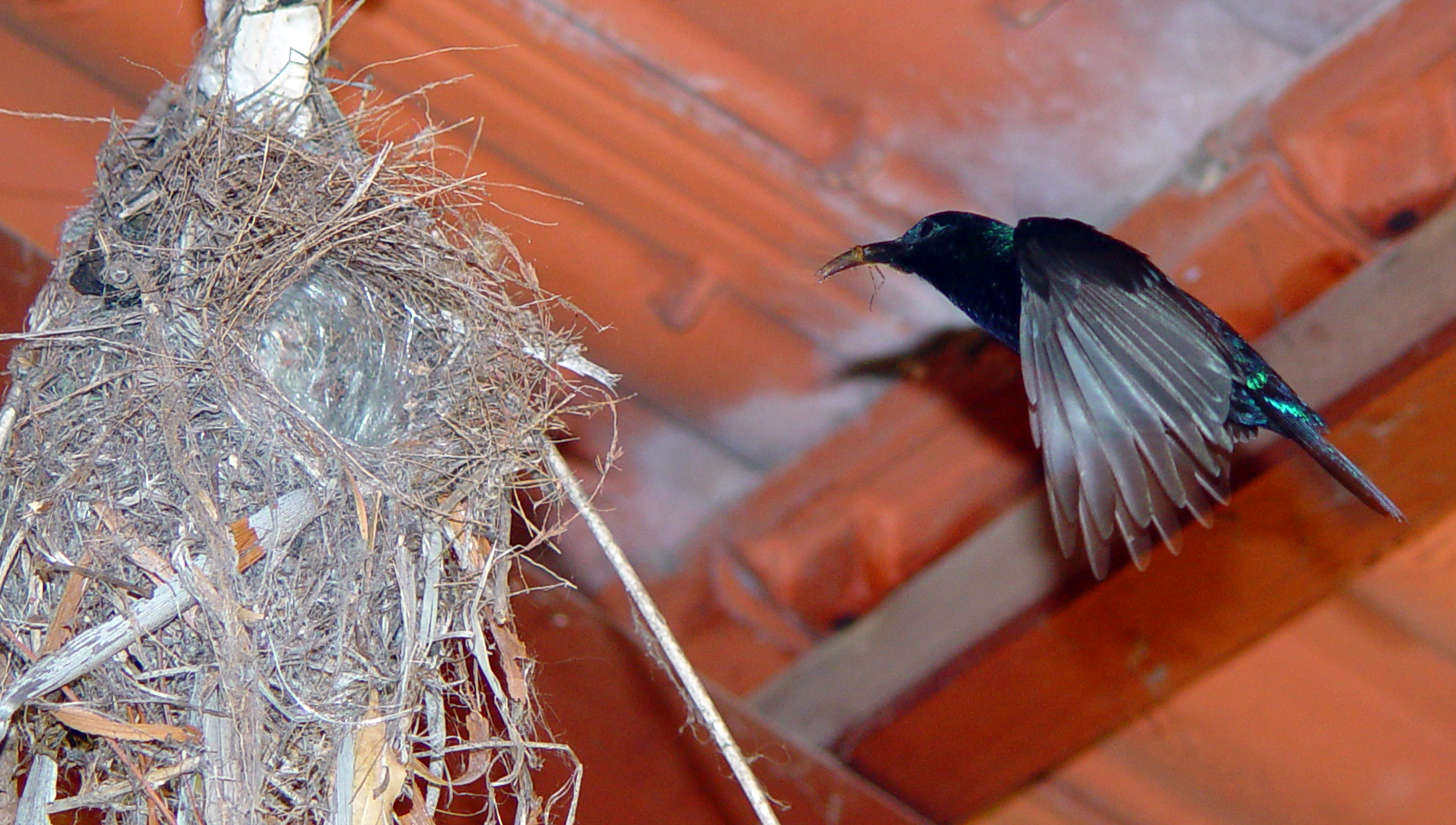
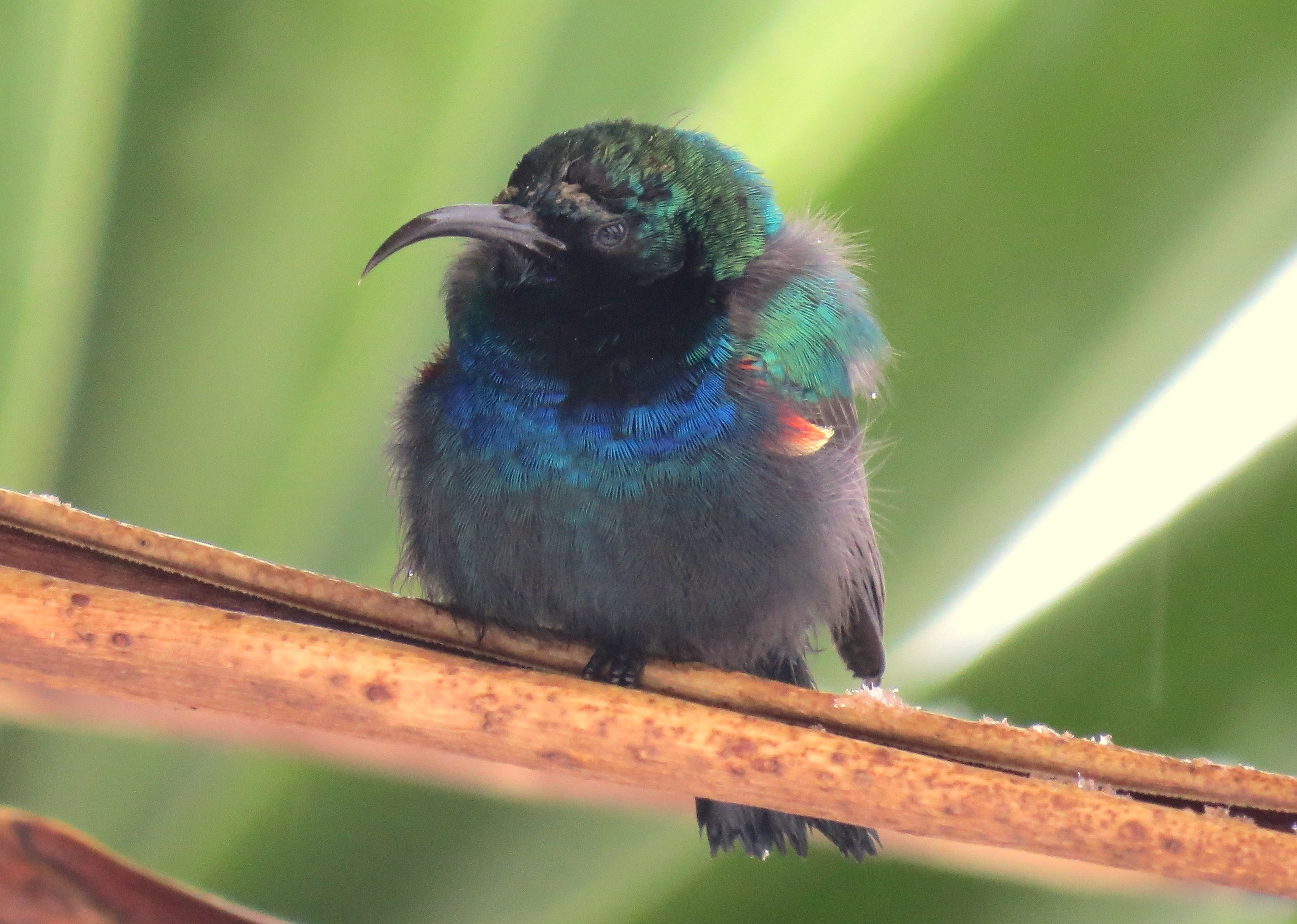